# روبسون مورا
روبسون مورا هو فنان قتال مختلط برازيلي، ولد في 23 مارس 1978 في ترسوبوليس ‏ في البرازيل.

## وصلات خارجية
- روبسون مورا على موقع شيردوغ (الإنجليزية)